# 요한 수난곡
《요한 수난곡》(라틴어: Passio secundum Joannem, 독일어: Johannes-Passion, 작품 번호 BWV 245)은 요한 제바스티안 바흐가 작곡한 수난곡 또는 오라토리오로, 바흐의 현존하는 수난곡 가운데 가장 이른 시기의 작품이다. 이 곡은 바흐가 라이프치히의 교회 음악 감독으로 부임한 첫 해에 작곡되었으며, 1724년 4월 7일 성 금요일 저녁기도 예배에서 성 니콜라이 교회에서 초연되었다.
이 작품은 설교 전후로 연주되도록 의도된 두 부분으로 구성되어 있다. 작사가는 익명이나 바르톨트 하인리히 브로케스(Barthold Heinrich Brockes)의 작품을 포함해 여러 기존 자료를 바탕으로 구성되었으며, 요한복음서에 따른 예수 그리스도의 수난 이야기를 담은 레치타티보와 합창, 그리고 그 사건을 성찰하는 아리오소와 아리아, 바흐 시대 교회 신자들이 익히 알고 있던 찬송가 선율과 가사를 사용한 코랄로 이루어져 있다.
《마태 수난곡》과 비교할 때, 《요한 수난곡》은 보다 표현력이 강하고 즉각적인 감정 전달이 특징이며, 때로는 보다 격정적이고 다듬어지지 않은 느낌을 준다고 평가된다. 이 곡에는 바흐의 신앙과 바로크 양식에 뚜렷이 나타나는 그 당시 미학 개념의 효과이론이 잘 표현되어 있는 작품으로서 슬픔, 분노, 기쁨, 공포 등과 같은 인간의 희/노/애/락의 감정을 적절하게 음악으로 표현하였다. 이 '요한 수난곡'에서도 마태 수난곡처럼 바흐 음악의 미학적 특징들, 즉 논리성, 정화된 투명성, 명상적인 개성 이외에도 상징적인 표현들과 묘사적인 음의 사용이 효과적으로 적절하게 나타나 있다.
오늘날 가장 자주 연주되는 판본은 1739년에서 1749년 사이에 개정된 것으로, 바흐 생전에는 연주된 적이 없다. 이 수난곡은 1724년에 처음 연주되었고, 1725년, 1730년, 1749년에 여러 차례 개정되었으며, 이 과정에서 몇몇 곡이 추가되었다. 예를 들어, 1725년 판에서 서곡을 대체했던 「O Mensch, bewein dein Sünde groß」는 이후 1736년 작곡된 《마태 수난곡》으로 옮겨졌으며, 몇몇 아리아는 오늘날의 현대판 악보에서는 부록으로만 남아 있다.

## 배경

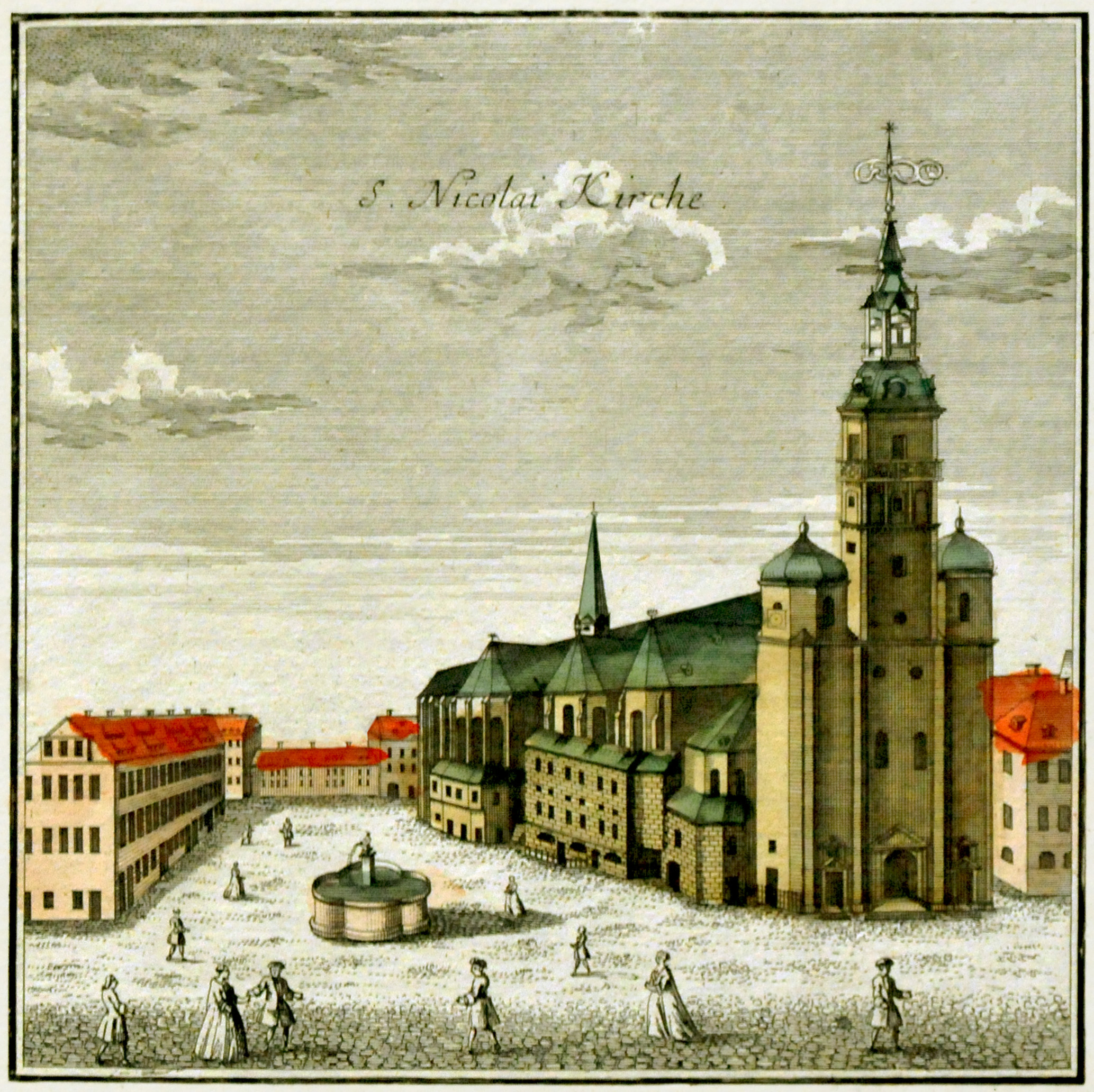
1749년의 니콜라이 교회

예수 그리스도의 수난과 죽음을 다룬 성서의 이야기는 기독교 신학 내에서 중심적인 의미를 지니며, 오랫동안 예배에서 특별한 형태로 낭송되어 왔다. 초기에는 단순히 배역을 나누어 낭독되던 것이 후대에 음악과 결합되어 이후에는 엄숙한 곡조로 노래되기 시작하였다. 이야기 속 인물들의 군중 장면은 '투르바 합창(Turba-Chöre)'을 통해 표현되었다.
17세기에는 성서 본문 전체를 음악으로 설정한 수난곡들이 나타났으며, 하인리히 쉬츠의 세 작품(누가, 마태, 요한복음에 따른 수난곡)과 토마스 젤레의 요한 수난곡이 대표적인 예로 꼽힌다.
이러한 ‘오라토리오적’ 혹은 ‘콘서트 형식’의 수난곡은 성서 본문을 충실히 따르면서도, 17세기부터는 합창곡, 아리아, 기악곡 등을 포함하는 것이 일반화되었다. 바흐의 수난곡들도 이러한 전통에 속하며, 예배를 위한 연주를 목적으로 삼았다. 이는 18세기 초부터 등장한 '수난 오라토리오(Passionsoratorium)'와는 구분된다. 후자는 자유로운 시적 텍스트를 바탕으로 하여 성서 본문에서 다소 벗어나 있으며, 청중의 감정적 공감을 더 크게 자극하는 것을 목표로 삼았다. 바르톨트 하인리히 브로케스의 「세상의 죄를 위해 고난받고 죽은 예수」(Der für die Sünde der Welt gemarterte und sterbende Jesus)는 당시 널리 알려져 여러 작곡가들에 의해 수난곡으로 설정되었고, 바흐의 《요한 수난곡》에 포함된 자유 시가 일부 역시 이 작품에서 영향을 받은 것으로 보인다.
1723년, 바흐가 라이프치히의 토마스 교회 칸토르이자 음악감독으로 부임했을 당시, 라이프치히에서는 이미 수십 년 전부터 성금요일 아침 예배에서 수난 이야기를 노래 형식으로 연주하는 전통이 이어지고 있었다. 이때 주로 사용된 작품은 고트프리트 포펠리우스의 합창곡집(1682)에 수록된 요한 발터의 수난곡으로, 교창 형식으로 이루어져 있었다. 다성부 콘서트 양식의 복잡한 대위법적 수난 음악은 1717년 신교회를 시작으로, 1721년 토마스 교회, 1724년에는 니콜라이 교회에서 차례로 연주되기 시작하였다. 이후에는 토마스 교회와 니콜라이 교회에서 매년 교대로 수난 음악이 연주되었다.
수난 예배는 교회력에서 가장 중요한 행사 중 하나로 간주되었다. 오전 7시부터 11시까지 진행된 조조 예배 이후, 오후 2시부터는 베스페르(저녁기도) 예배가 열렸으며, 이 예배는 4~5시간에 걸쳐 이어지기도 했다. 《요한 수난곡》은 이 베스페르 예배에서 두 부분으로 나뉘어 연주되었으며, 중간에는 약 한 시간 분량의 설교가 자리잡고 있었다.

## 연주의 역사

### 초연
《요한 수난곡》은 1724년 성 금요일 저녁기도 예배를 위한 작품으로, 바흐가 39세가 된 직후에 연주되도록 계획되었다. 원래는 라이프치히의 성 토마스 교회에서 초연될 예정이었으나, 음악 평의회의 갑작스러운 결정으로 성 니콜라이 교회로 장소가 변경되었다. 바흐는 이에 신속히 동의했지만, 이미 프로그램 소책자가 인쇄되었고, 공간이 부족하며, 하프시코드 수리가 필요하다고 설명하였다. 그러나 이러한 문제들은 큰 비용 없이 해결될 수 있는 것이었고, 그는 성 니콜라이 교회 성가대석에 연주자들을 배치할 수 있도록 약간의 추가 공간을 요청하고, 하프시코드 수리를 요구하였다.
평의회는 바흐의 요청을 수락하고, 공연 장소 변경을 알리는 전단을 라이프치히 전역에 배포하였으며, 하프시코드 수리와 합창단 공간 마련 등의 준비도 완료하였다.

### 작품의 판본들
《요한 수난곡》은 현재 전해지는 바흐의 수난음악 중 가장 이른 시기의 작품이다. 바흐의 사후에 작성된 부고 기사에서는 총 다섯 개의 수난곡이 언급되어 있으나, 이 가운데 현재 완전한 형태로 남아 있는 것은 《마태 수난곡》과 《요한 수난곡》뿐이다. 《마가 수난곡》은 존재했음이 문헌으로 확인되지만 악보는 전해지지 않으며, 나머지 두 작품은 실존 여부조차 명확하지 않다. 이에 따라 《요한 수난곡》의 일부가 바흐가 이전에 작곡한 다른 수난곡에서 유래했을 가능성도 제기된다. 19세기 한 전기작가는 이 작품의 초기 형태를 1717년으로 추정하였으나, 이를 뒷받침할 확실한 증거는 없다. 바흐가 1717년 고타에서 수난곡을 공연한 기록만이 남아있을 뿐이다.
1724년 성 금요일에 라이프치히의 니콜라이 교회에서 초연된 최초 판본의 경우, 전체 악보는 전해지지 않고 개별 성부만 남아 있다. 하지만 이 성부들은 현재 일반적으로 연주되는 판본과 많은 유사성을 보인다. 주요 차이점으로는 보다 단순한 화성 구성, 제33곡(성전 휘장이 찢어지는 장면)의 짧은 버전, 그리고 트래버소 플루트 파트의 부재 등이 있다.
1725년 토마스 교회에서 이루어진 두 번째 연주에서는 바흐가 전년도와 동일한 판본을 사용하지 않기 위해 다수의 수정이 이루어졌다. 이후 바흐가 대부분의 변경을 원상복구시킨 것으로 보아, 이 변화는 일시적인 것이었음을 시사한다. 바흐는 서곡과 종곡을 각각 코랄 편곡인 「오 인간이여, 네 죄를 크게 애통하라」(O Mensch, bewein dein Sünde groß)와 「그리스도여, 하나님의 어린 양이여」(Christe, du Lamm Gottes“)로 대체하였으며, 일부 레치타티보와 아리아를 교체하고 제33곡을 오늘날 전해지는 장문의 형태로 개작하였다. 이 중 일부 추가 악장은 바흐가 바이마르 시절 작곡했던 다른 작품에서 유래했을 가능성이 있으며, 그가 1724/25년 작곡한 코랄 칸타타 연작에 《요한 수난곡》을 포함시키기 위한 시도였을 수 있다. 이러한 추정은 설득력은 있지만 확실하게 입증되지는 않았다.
세 번째 판본은 정확한 연대는 불분명하나 1728년 또는 1732년으로 추정된다. 이 판본에서는 두 번째 판본에서 이루어진 주요 변경 사항이 대부분 되돌려졌는데, 이는 해당 코랄 편곡들이 《마태 수난곡》에 재활용되었기 때문으로 보인다. 또한 이 판본에서는 복음서 중 마태복음에서 가져온 구절들—예를 들어 지진 장면과 이에 직접적으로 관련된 가사들—이 모두 삭제되었다. 이 조치는 당시 당국의 명령에 따른 것으로 추정되며, 대신 두 개의 악장이 새로 삽입되었으나 현재는 유실된 상태이다. 그 중 하나는 테너 아리아, 다른 하나는 기악 신포니아였던 것으로 여겨진다.
1730년대 후반, 바흐는 이 작품의 원초연판을 바탕으로 문체와 악보를 다듬은 청고 작업을 시작하였다. 이 버전은 1739년을 위한 공연을 염두에 두고 있었던 것으로 추정되지만, 실제로 연주되지는 않았다. 악보는 제10곡 중간에서 중단되었고, 이후 바흐 사망 직전에 필경사에 의해 계속 작성되었다. 이 필경사는 1724년 판본을 참조한 것으로 보이며, 바흐 자신이 이 필사본을 직접 수정한 흔적은 일부에만 남아 있다.
바흐 생전에 마지막으로 연주된 판본은 1749년에 이루어진 것이다. 이 판본은 기본적으로 1724년의 구조를 따르면서도, 제33곡의 장문 버전과 보다 확장된 악기 편성(현악기 및 콘티누오의 보강)이 포함되어 있다. 또한 일부 아리아의 자유 시는 원문과의 관계가 약화되거나 이탈하는 방식으로 깊이 개작되었으며, 이러한 개작이 바흐 사후에 이루어진 것인지, 외부 인사의 요청에 따른 것인지 여부는 확실하지 않다.
전반적으로 《요한 수난곡》의 수정은 단편적인 성격을 지니며, 각 판본 간의 차이는 바흐의 최종적인 작곡 의도보다는 당시 공연의 필요나 당국의 지시에 따른 것으로 여겨진다. 이에 따라 이 작품에는 확정된 최종 판본이 존재하지 않는다. 오늘날 가장 널리 연주되는 판본은 1730년대 후반의 미완성 개작본과 1749년 판본을 바탕으로 하며, 아리아의 후대 개작 텍스트는 포함되지 않는 경우가 일반적이다.

### 부활
《요한 수난곡》은 19세기 바흐 르네상스의 흐름 속에서 다시 주목받기 시작하였다. 1829년 펠릭스 멘델스존 바르톨디가 베를린 싱아카데미와 함께 《마태 수난곡》을 바흐 사후 처음으로 단축된 형태로 재연주한 이후, 이 단체는 1833년 2월 21일 카를 프리드리히 룽엔하겐의 지휘 아래 《요한 수난곡》도 무대에 올렸다.
그러나 바흐 사후 최초로 확인되는 《요한 수난곡》의 연주는 1832년 4월 20일 성 금요일에 브레멘 대성당에서 이루어진 것으로, 당시 지휘는 성당의 칸토르였던 빌헬름 프리드리히 리엠이 맡았다. 한편 이 작품은 이미 1815년 5월 25일부터 카를 프리드리히 첼터의 연습 계획에 포함되어 있었던 것으로 나타난다. 라이프치히에서는 1844년 4월 5일, 당시 토마스 교회의 칸토르였던 모리츠 하우프트만의 지휘로 이 작품이 처음으로 다시 연주되었다.
1851년에는 작곡가 로베르트 슈만이 《요한 수난곡》을 편곡하여 뒤셀도르프에서 직접 연주하였다. 그는 이 작품에 대해 “마태복음에 따른 수난곡보다 훨씬 더 대담하고, 장엄하며, 시적인 작품”이라고 평가하였다.

## 구성
《요한 수난곡》은 4부 합창과 독창자, 그리고 현악기와 통주저음으로 구성된 기악 앙상블을 위해 작곡되었으며, 플라우토 트라베르소와 오보에를 각각 두 대씩 사용한다. 오보에 주자들은 오보에 다 카차(사냥용 오보에)로도 연주하며, 바흐는 특별한 음색을 위해 당대에는 이미 구식으로 간주되던 류트, 비올라 다모레, 비올라 다 감바 등도 활용하였다.
현대의 연주에서는 예수의 역할을 한 명의 베이스 독창자가 맡고, 폰티우스 필라투스와 베이스 아리아는 또 다른 베이스 독창자가 담당하는 경우가 많다. 복음사가 역할과 테너 아리아는 두 명의 서로 다른 테너가 나누어 맡는 것이 일반적이며, 베드로, 하녀, 하인 등의 작은 역할은 합창단 단원들이 겸하여 연기한다.
바흐는 루터 성경의 요한복음 18장과 19장을 충실히 따랐으며, 테너로 배역된 복음사는 성경의 문장을 그대로 낭독한다. 여기에 삽입된 추가 시편의 작자는 알려져 있지 않다. 주요 전거는 브로케스 수난곡과 크리스티안 하인리히 포스텔의 《요한 수난곡》이다. 제1부는 기드론 골짜기에서 시작해 대제사장 가야바의 궁전으로 이동하며, 제2부는 본디오 빌라도와의 심문 장면, 골고다에서의 처형 장면, 마지막으로 무덤 장면으로 구성된다. 빌라도, 예수, 군중 사이의 극적 논쟁은 한 곡의 중심 코랄을 제외하고는 성찰적인 요소 없이 전개된다.

## 대본
《요한 수난곡》은 두 부분으로 구성되어 있으며, 이는 신학적으로 일반적인 수난 기사 구조인 다섯 개의 '막'을 반영한다. 제1부는 예수의 배반과 체포(제1막), 그리고 베드로의 부인(제2막)을 다룬다. 이 시점에서 예배에서는 통상 설교가 이어졌다. 제2부는 훨씬 길며, 예수의 심문과 폰티우스 필라투스에 의한 판결(제3막), 십자가형과 죽음(제4막), 그리고 매장(제5막)의 이야기를 담고 있다.
대본은 성경 본문뿐만 아니라, 찬송가와 자유시 형식으로 된 합창 및 아리아도 포함한다.

### 성경 본문
《요한 수난곡》의 중심은 루터역 성서의 요한복음 18장과 19장에 해당하는 수난 기사이다. 이는 복음사가(에반겔리스트)와 등장인물들의 레치타티보, 그리고 군중을 표현한 드라마틱한 합창인 투르바(turba)를 통해 전달된다. 공관복음서와 달리 요한복음은 예수 그리스도의 신성을 특히 강조하고 있으며, 이로 인해 수난은 인간 예수의 고난보다는 성자가 아버지께 돌아가는 귀향의 빛 아래에 묘사된다. 요한복음에서는 오히려 예수의 십자가형이 그의 영광의 일부로 나타나며, 이는 역설적이지만 핵심적인 신학적 해석이다(요한복음 7장 39절 참조).
음악화된 텍스트에서는 이러한 점이 다음과 같이 드러난다. 예수의 체포 장면은 매우 간단하게 처리되며, 겟세마네 동산에서의 내적 갈등이나 유다의 배반의 입맞춤은 언급되지 않는다. 오히려 예수는 자발적으로 자신을 대제사장의 종들에게 드러내고, 자신의 제자들은 해치지 말 것을 요청한다. 본디오 빌라도의 심문 과정에서도 예수는 당당하고 운명에 무관심한 태도를 보인다. 그는 대답을 거부하거나 반문으로 응수하며, 십자가 위에서도 왕의 위엄을 지니고 인간적 고통에서 벗어나 있는 듯한 모습을 보인다. 그는 십자가를 스스로 지고 가며, 조롱도 받지 않는다. 오히려 그는 십자가 위에서 사랑하는 제자에게 어머니를 맡기고, 마지막 말인 "다 이루었다"가 요한복음에 따라 승리의 선언처럼 울려 퍼진다.
《요한 수난곡》에는 요한복음 외에도 마태복음의 구절이 일부 포함되어 있다. 베드로가 예수를 부인한 후의 참회 장면(12c번)과 예수의 죽음 직후 자연현상의 격변을 다룬 장면(33번)은 각각 마태복음 26장 75절과 27장 51–52절을 요약한 것이다. 이 두 삽입 구절은 참회와 속죄라는 주제를 다음 곡들(13/14번과 34/35번)로 연결시키는 역할을 한다.
전체 성경 본문은 총 23개의 삽입곡(인터메디엔)으로 구성된 자유시 및 찬송가로 중단되며, 이 중 12개는 코랄(찬송가)이다. 이들 자유시와 찬송가는 요한복음 특유의 신학적 특징들과 밀접한 연관성을 지니고 있다.

### 코랄
요한수난곡의 복음서 본문에는 총 12개의 코랄이 삽입되어 있다. 이들의 가사는 대부분 잘 알려진 개신교 교회 찬송가에서 발췌되었으며, 바흐는 이러한 찬송가의 개별 연을 선택하는 데 있어 비교적 자유로웠던 것으로 보인다.
1막, 2막, 4막, 5막의 말미에는 각각 코랄이 배치되어, 서술된 사건을 성찰하고 그것이 기독교 공동체에 갖는 의미를 조명한다(제5, 14, 37, 40번 곡). 장면 전환을 수난극의 다섯 막 사이의 자연스러운 연결 지점으로 간주할 경우, 3막에서 4막으로의 전환은 아리아 「달려라, 시달린 영혼들이여」(„Eilt, ihr angefocht’nen Seelen“)를 통해 이루어진다. 이 곡은 이야기의 무대를 골고다로 옮기는 역할을 한다. 반면 전환 지점을 본디오 빌라도의 마지막 등장에서 찾는다면, 3막도 코랄(제26번 곡)로 마무리된다고 볼 수 있다.
나머지 다섯 개의 코랄은 각 막에 불균형적으로 분포되어 있으며, 대개 극 중 특히 의미 있는 장면에서 공동체의 시각으로 본 사건을 해설하는 기능을 한다. 제22번 코랄 「당신의 감금으로, 하나님의 아들이여」(„Durch dein Gefängnis, Gottes Sohn“)는 요한수난곡 전체 구조의 중심에 위치한다. 이 곡을 기준으로 여타 악장들이 일종의 회문(palindrom) 구조로 배열되어 있는 점이 주목된다. 또한 수난곡 제2부는 제15번 코랄로 시작되며, 제32번 베이스 아리아 「나의 귀한 구세주」(„Mein teurer Heiland“)에는 또 하나의 코랄이 병행되어 사용된다. 따라서 오늘날 통용되는 요한수난곡의 판본에는 총 12개의 코랄이 포함되어 있다.
이들 코랄의 가사는 주로 16세기와 17세기에 쓰인 것으로, 마르틴 루터, 미하엘 바이스, 마르틴 샬링, 요한 헤어만 등 저명한 교회 찬송가 작가들에게서 유래하였다. 단, 제22번 코랄 「당신의 감금으로, 하나님의 아들이여」는 기존 찬송가의 연으로는 확인되지 않으며, 바흐가 독자적으로 채택한 텍스트로 여겨진다. 파울 게르하르트(Paul Gerhardt)의 시는 제11번 곡에서 그의 찬송가 「오 세상아, 네 삶을 보아라」(„O Welt, sieh hier dein Leben“)의 두 연으로 나타나며, 마태수난곡에서 중심적인 역할을 하는 그의 찬송가 「피 묻은 머리」(„O Haupt voll Blut und Wunden“)는 요한수난곡에는 포함되지 않았다.

### 자유시
요한수난곡에 포함된 여덟 개의 아리아, 두 개의 아리오소(제19번, 제34번), 그리고 서곡과 종곡(제1번, 제39번)의 텍스트는 성경이나 전통적인 교회 찬송가에서 유래한 것이 아니다. 이러한 자유 마드리갈 형식의 시적 텍스트는 여러 작가로부터 비롯된 것으로 보인다. 바흐의 전기 작가 필리프 슈피타는, 바흐가 당대에 적절한 시인을 찾지 못해 다섯 개의 아리아를 직접 지었을 가능성을 제기하였다.
이 중 다섯 개의 아리아와 한 개의 아리오소는 바르트홀트 하인리히 브로케스의 「브로케스 수난곡」(Brockes-Passion)의 일부를 보다 자유롭게 번안한 것으로 보인다. 
| 브로케스 수난곡 | 요한수난곡 제20번 곡 |
| --- | --- |
| Dem Himmel gleicht sein bunt=gestriemter Rücken / Den Regen=Bögen ohne Zahl Als lauter Gnaden=Zeichen / schmücken; Die (da die Sünd=Fluht unsrer Schuld verseiget) Der holden Liebe Sonnen=Strahl In seines Blutes Wolcken / zeiget. | 「생각하라, 그의 피로 물든 등이」(„Erwäge, wie sein blutgefärbter Rücken“) In allen Stücken Dem Himmel gleiche geht, Daran, nachdem die Wasserwogen Von unsrer Sündflut sich verzogen, Der allerschönste Regenbogen Als Gottes Gnadenzeichen steht! |

이와 같은 유사성은 브로케스의 작품이 요한수난곡의 자유시 중 일부에 어느 정도 영향을 미쳤음을 보여준다.
한편, 브로케스 수난곡과 직접적인 관련이 없는 곡들도 존재한다. 예를 들어, 서곡은 시편 8편 2절(「여호와 우리 주여」)에 기반하였고, 종곡과 제13번 아리아 「아, 내 마음이여」(„Ach, mein Sinn“)는 크리스티안 바이스의 시와 거의 동일하다. 제30번 아리아 「다 이루었다」(„Es ist vollbracht“)는 크리스티안 하인리히 포스텔이 작사한 것으로 확인되었다. 제22번 코랄 「당신의 감금으로, 하나님의 아들이여」는 크리스티안 리터의 요한수난곡에서 찾아볼 수 있으며, 이 작품의 대본은 이후 요한 마테존에 의해 다시 작곡되었다. 제30번 아리아의 연 구조는 이 리터의 수난곡에 포함된 또 다른 아리아와 눈에 띄는 유사성을 보이는데, 이는 동일한 시의 서로 다른 연으로 구성된 가사였을 가능성을 시사하나 전체 시는 전해지지 않는다. 이 리터의 수난곡에 포함된 최소 세 개의 아리아 역시 포스텔의 시에 기반하였다.
반면, 제9번 소프라노 아리아 「나 또한 기쁜 걸음으로 따르리이다」(„Ich folge dir gleichfalls mit freudigen Schritten“)와 제35번 「내 마음이여, 녹아 흐르라」(„Zerfließe, mein Herze“)의 텍스트는 그 출처가 알려져 있지 않다. 이 중 「Ich folge dir」는 텍스트와 음악 모두 밝고 기쁜 분위기를 띠며 신앙인의 제자도를 격려하지만, 곧이어 베드로의 따름은 예수에 대한 부인으로 이어진다는 점에서 극적 대조를 형성한다.
이러한 정황들은 요한수난곡의 작사가가 문학적 독창성보다는 오라토리오 완성을 위한 적절한 텍스트를 수집하는 데 주력했음을 시사한다. 자유시로 구성된 대본의 이질성, 바흐가 일반적으로 칸타타의 텍스트와 작사가를 자유롭게 선정했다는 점, 바흐 자신이 작사가로 활동한 흔적이 거의 없다는 점 등은 그가 본 작품의 자유시 텍스트를 스스로 편집했을 가능성을 뒷받침한다. 그는 성경과 찬송가에 대한 깊은 이해를 바탕으로 52권에 이르는 방대한 신학 서적을 소장하고 있었다.